# سجل نشاطات نادي العودة إلى المنزل
سجل نشاطات نادي العودة إلى المنزل (باليابانية: 帰宅部活動記録، بالروماجي: Kitakubu Katsudō Kiroku) (بالإنجليزية: Chronicles of the Going Home Club)‏ هي سلسلة مانغا يابانية من تأليف ورسم كوروها، نشرت من قبل سكوير إنكس في مجلة غانغان أونلاين، منذ 18 أغسطس عام 2011 حتى 26 يونيو عام 2014، تم تجمع فصول المانغا في 5 مجلدات تانكوبون، نشرت في 22 مايو عام 2012 حتى 22 يوليو عام 2014. أنتجت المانغا إلى مسلسل أنمي تلفزيوني من قبل استوديو نوماد، عرض الأنمي في 4 يوليو عام 2013 واستمر عرضه حتى 11 أكتوبر عام 2013، وتكون من 12 حلقة.

## القصة
تدور أحداث القصة عن مجموعة من فتيات المدرسة الثانوية، هن أعضاء نادي العودة إلى المنزل، بدلاً من القيام بأنشطة النادي العادية، فإن نادي العودة إلى المنزل، مكرس للاستمتاع من خلال القيام بأشياء ممتعة مثل لعب ألعاب الفيديو، ثم العودة إلى المنزل.

## الشخصيات
ناتسوكي أندو' (باليابانية: 安藤 夏希، بالروماجي: Andō Natsuki)
أداء صوتي: إيبوكي كيدو
كارين تونو (باليابانية: 塔野 花梨، بالروماجي: Tōno Karin)
أداء صوتي: ميزوكي يوينا
ساكورا دوميوجي (باليابانية: 道明寺 桜، بالروماجي: Dōmyōji Sakura)
أداء صوتي: ميهارو كوباياشي
كلير كوكونوي (باليابانية: 九重 クレア، بالروماجي: Kokonoe Claire)
أداء صوتي: ساياكا سينبونغي
بوتان أوهاغي (باليابانية: 大萩 牡丹، بالروماجي: Ōhagi Botan)
أداء صوتي: ساي أيوتشي
الختم (باليابانية: あざらし، بالروماجي: Azarashi)
أداء صوتي: ماو إيتشيميتشي

## وصلات خارجية
- موقع الأنمي الرسمي باللغة اليابانية
- سجل نشاطات نادي العودة إلى المنزل على موقع ANN manga (الإنجليزية)